# Nobelkomitee für Chemie

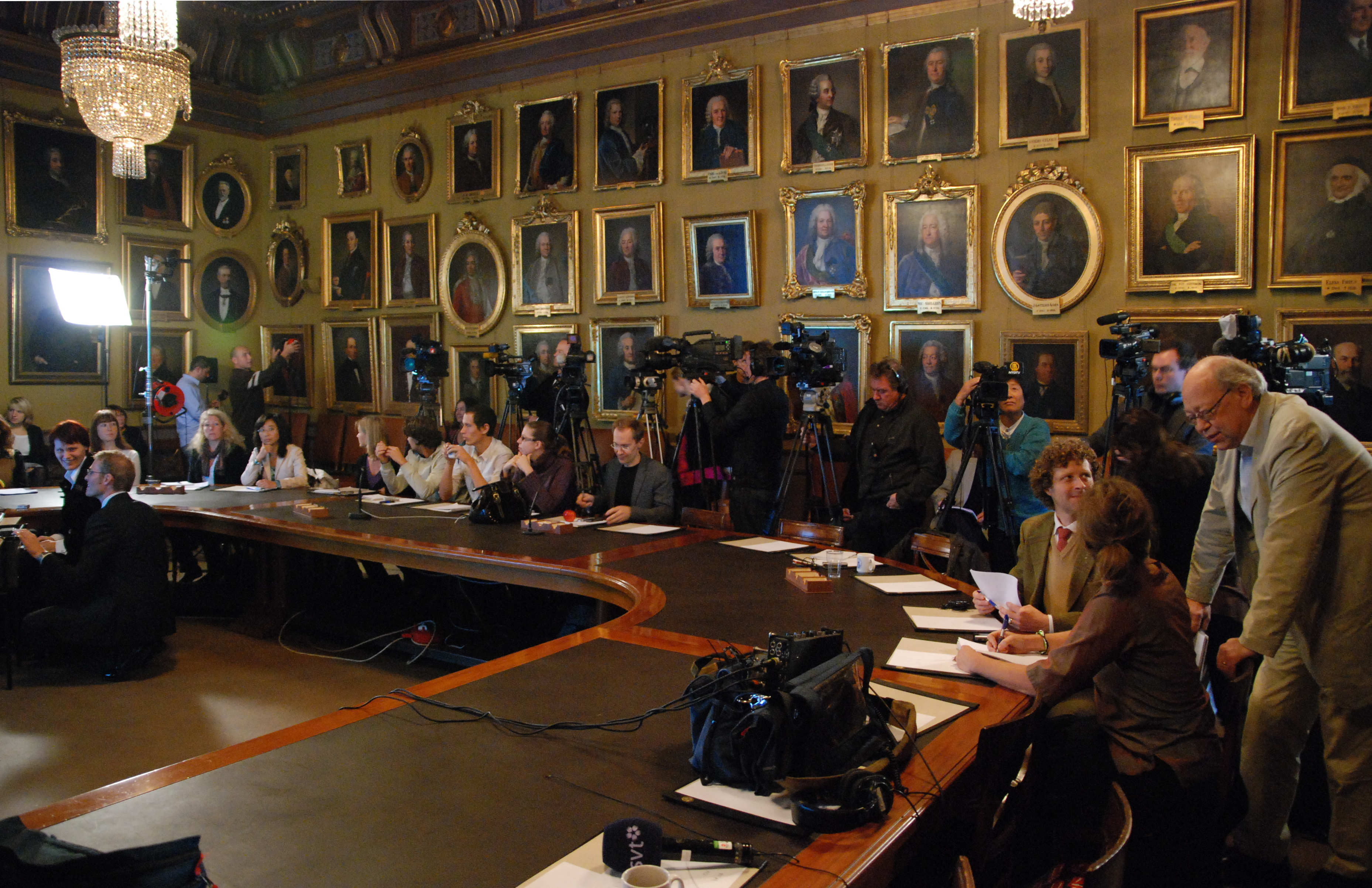
Pressekonferenz zur Bekanntgabe der Preisträger des Nobelpreises in Chemie 2008

Das Nobelkomitee für Chemie ist das Nobelkomitee für die Vorschläge zur Vergabe des Nobelpreises für Chemie. Die Mitglieder werden von der Königlich Schwedischen Akademie der Wissenschaften ernannt. In der Regel besteht es aus schwedischen Chemieprofessoren, die Mitglied der Akademie sind.

## Mitglieder
- Sara Snogerup Linse, Vorsitzende
- Jan-Erling Bäckvall
- Peter Brzezinski
- Gunnar von Heijne, Sekretär
- Claes Gustafsson
- Sven Lidin
- Olof Ramström
- Johan Åqvist

## Sekretär
- Arne Westgren (1926–1943)
- Arne Ölander (1943–1965)
- Arne Magnéli (1966–1986)
- Peder Kierkegaard (1987–1995)
- Astrid Gräslund (1996–, auch Mitglied 2010–)
- Gunnar von Heijne, (2015–, auch Mitglied 2001–2009 (Vorsitzender 2007–2009))

## Ehemalige Mitglieder
- Oskar Widman, 1900–1928
- Per Teodor Cleve, 1900–1905
- Otto Pettersson, 1900–1912
- Johan Peter Klason, 1900–1925
- Henrik Gustaf Söderbaum, 1900–1933
- Olof Hammarsten, 1905–1926
- Åke Gerhard Ekstrand, 1913–1924
- The Svedberg, 1925–1964
- Wilhelm Palmær, 1926–1942
- Ludvig Ramberg, 1927–1940
- Hans von Euler-Chelpin, 1929–1946
- Bror Holmberg, 1934–1953
- Arne Westgren, 1942–1964 (Vorsitzender 1944–1964)
- Arne Fredga, 1944–1975 (Vorsitzender 1972–1975)
- Arne Tiselius, 1947–1971 (Vorsitzender 1965–1971)
- Karl Myrbäck, 1954–1975
- Gunnar Hägg, 1965–1976 (Vorsitzender 1976)
- Arne Ölander, 1965–1974
- Einar Stenhagen, 1972–1973
- Bo G. Malmström, 1973–1988 (Vorsitzender 1977–1988)
- Göran Bergson, 1974–1984
- Børge Bak, 1974–?
- Stig Claesson, 1975–1983
- Bengt Lindberg, 1976–?
- Lars Ernster, 1977–1988
- Sture Forsén, 1983–1995
- Ingvar Lindqvist, 1986–?
- Björn Roos, 1988–2000 (Associate 1986–1987)
- Salo Gronowitz, 1988–1996 (Associate 1986–1987, Vorsitzender 1991–1996)
- Bertil Andersson, 1989–1997
- Carl-Ivar Brändén, 1990–2000
- Lennart Eberson, 1995–? (Associate –1994, Vorsitzender 1997–)
- Ingmar Grenthe, 1999–? (Associate –1995)
- Torvard C. Laurent, 1996–1998 (Associate 1992–1995)
- Bengt Nordén, 1995–2004 (Vorsitzender 2000–2003)
- Gunnar von Heijne, 2001–2009 (Vorsitzender 2007–2009)
- Håkan Wennerström, 2001–2009